# Frédéric Marin-Cudraz
Frédéric Marin-Cudraz (Albertville, 7 gennaio 1975) è un ex sciatore alpino francese.

## Biografia
Marin-Cudraz, originario di Crest-Voland, debuttò in campo internazionale ai Mondiali juniores di Maribor 1992; l'anno dopo, nella manifestazione iridata giovanile di Montecampione/Colere 1993, conquistò la medaglia di bronzo nello slalom gigante. Esordì in Coppa del Mondo il 22 dicembre 1993 a Lech in supergigante (62º); nella medesima specialità conquistò l'ultimo podio in Coppa Europa, il 20 dicembre 1996 a Haus (3º), e ottenne il miglior piazzamento in Coppa del Mondo, il 6 dicembre 1997 a Beaver Creek (6º).
Ai XVIII Giochi olimpici invernali di Nagano 1998, sua unica presenza olimpica, non completò il supergigante; prese per l'ultima volta il via in Coppa del Mondo il 9 gennaio 1999 a Schladming in supergigante (32º) e si ritirò durante la stagione 2001-2002: la sua ultima gara fu un supergigante FIS disputato il 18 gennaio a Megève. Non prese parte a rassegne iridate.

## Palmarès

### Mondiali juniores
- 1 medaglia:
  - 1 bronzo (slalom gigante a Montecampione/Colere 1993)

### Coppa del Mondo
- Miglior piazzamento in classifica generale: 74º nel 1998

### Coppa Europa
- 1 podio (dati dalla stagione 1994-1995):
  - 1 terzo posto